# Гесселт
Гесселт (нід. Heesselt) — село в нідерландській провінції Гелдерланд. Входить до муніципалітету Вест-Бетюве. Перша згадка про населений пункт датується 850-им роком.